# Спільнота Архе
АРХЕ (аніматори Храму Святого Архистратига Михаїла) – це християнська аніматорська спільнота, що діє у Львові при  храмі Святого Архистратига Михаїла на вул. Зеленій. Спільнота об'єднує молодь, яка займається аніматорською діяльністю, організовує заходи для дітей та сприяє духовному розвитку учасників.
Щорічний набір нових учасників відбувається у жовтні, під час якого до спільноти можуть приєднатися всі охочі.

## Діяльність
Основною метою спільноти є залучення молоді до християнських цінностей через аніматорське служіння. Учасники "АРХЕ" проводять:
- Зустрічі для аніматорів – формаційні, духовні та навчальні заходи для підлітків, які хочуть духовно розвиватися та готуються проводити табори для дітей.
- Ораторії – регулярні заходи для дітей віком 7-14 років, що включають ігри, майстер-класи, катехизацію та інші активності.
- Літні табори – організація християнських таборів, де діти можуть зміцнити віру, навчитися чогось нового, знайти нових друзів і весело провести час.
- Культурні заходи – участь у вертепах, театральних постановках, інтеграційних зустрічах, таких як Jesus’ Birthday Party.
- Реколекції та духовний розвиток – щорічно для учасників проводяться реколекції – дні духовної віднови, молитви та роздумів над вірою. Часто на виїзді.
- Рекреаційні зустрічі – організація відпочинку, спільних поїздок, переглядів фільмів та інших заходів, що сприяють командному духу.
- Зустрічі з запрошеними гостями – спільнота регулярно організовує лекції, майстер-класи та духовні зустрічі з різними цікавими людьми.
- Благодійність – під час коляди, ярмарків та вертепу спільнота передає значні кошти на підтримку ЗСУ.

## Історія
Спільнота була заснована у жовтні 2014 року при храмі Зіслання Святого Духа на Сихові та мала назву ЗСД. На початку до її складу входило шість осіб.
У 2020 році спільнота переїхала до храму Святого Архистратига Михаїла, що також знаходиться на Сихові, та змінила назву на АРХЕ. За роки існування у спільноті взяли участь понад 40 осіб, з яких на сьогодні активно діє близько 20 членів.
Засновниками спільноти є отець Василь Гаранджа та його дружина Марічка Гаранджа.

## Локація
Спільнота діє при храмі Святого Архистратига Михаїла, що знаходиться на вул. Зеленій, 385 у Львові.

## Соціальні мережі
- Instagram
- Facebook
- Telegram
- YouTube